# Salome Nyirarukundo
Salomé Nyirarukundo (Kivumu, 20 dicembre 1997) è una mezzofondista ruandese. Ha partecipato ai Giochi olimpici di Rio de Janeiro 2016

## Record nazionali
- 5000 metri piani: 15'34"91 ( Nimega, 2 giugno 2017)
- 10000 metri piani: 31'45"82 ( Durban, 25 giugno 2016)

## Palmarès
| Anno | Manifestazione          | Sede           | Evento        | Risultato | Prestazione | Note                                     |
| ---- | ----------------------- | -------------- | ------------- | --------- | ----------- | ---------------------------------------- |
| 2015 | Africani juniores       | Addis Abeba    | 3000 m piani  | 4ª        | 10'02"83    |                                          |
| 2016 | Mondiali juniores       | Bydgoszcz      | 5000 m piani  | 13ª       | 15'57"68    | Miglior prestazione nazionale under 20   |
| 2016 | Africani                | Durban         | 10000 m piani | 4ª        | 31'45"82    | Record nazionale                         |
| 2016 | Giochi olimpici         | Rio de Janeiro | 10000 m piani | 27ª       | 32'07"80    |                                          |
| 2017 | Mondiali                | Londra         | 10000 m piani | 25ª       | 32'45"95    | Miglior prestazione personale stagionale |
| 2018 | Giochi del Commonwealth | Gold Coast     | 10000 m piani | 11ª       | 32'13"74    | Miglior prestazione personale stagionale |
| 2018 | Africani                | Asaba          | 10000 m piani | 6ª        | 33'14"08    |                                          |

## Altre competizioni internazionali
2013
- Argento alla Mezza maratona di Kigali ( Kigali) - 1h21'33"

2017
- Oro alla Mezza maratona di Berkane ( Berkane) - 1h11'30"

2018
- Bronzo alla Mezza maratona di Barcellona ( Barcellona) - 1h08'48"
- Oro alla Mezza maratona di Québec ( Québec) - 1h15'28"

2019
- 4ª alla Maratona di Ottawa ( Ottawa) - 2h30'44"